# Иоанн VII Палеолог
Иоа́нн VII Палеоло́г (греч. Ἰωάννης Ζ' Παλαιολόγος; ок. 1370 — 22 сентября 1408) — византийский император в 1390 году.

## Биография
Иоанн был сыном Андроника IV и Керацы-Марии. После того как в 1373 году отец Иоанна Андроник пытался поднять мятеж против своего отца Иоанна V, император приказал ослепить преступника вместе со своим внуком. Но это сделали не полностью, и Иоанн как и его отец, сохранил зрение, хотя видел плохо, косил и часто моргал.
В 1381 году Иоанн получил во владение Селимврию. В апреле 1390 года Иоанн при поддержке турецкого султана Баязида, захватил столицу Константинополь, сверг деда и принял царскую власть над страной. Его правление правда, продолжалось совсем недолго, всего несколько месяцев. За это время он продлил мирный договор с Венецией. Младший брат Андроника IV, Мануил, двинулся на помощь отцу и вынудил бежать узурпатора из столицы. Однако все же Иоанн VII формально сохранил титул император-соправитель Византии. В 1398 году опять поднял восстание против Мануила II. Но видимо, признав надвигающую угрозу турецкого нашествия, Палеологи объединились. Мануил уехал в Европу искать помощь против турок, а сам Иоанн, оставшись в Константинополе, в 1402 году он был вынужден отбивать турецкую осаду. Однако турки сняли осаду и ушли в Азию, где на них внезапно напал эмир Тимур, взявший султана Баязида в плен. Османская империя распалась на две части: На Европейской части правил Сулейман, а в Малой Азии Мехме́д. 
Император Мануил II (1391—1425) возвратился из своего европейского турне Европы в 1403 году и заключил с Сулейманом выгодный договор, согласно которому империи возвращаются Фессалоники, часть территорий в Македонии и несколько островов Эгейского моря. Более того Византия была освобождена от вассалитета. В этом же году Мануил даровал Иоанну губернаторство на острове Лемнос и также назначил его правителем Фессалоник. В Фессалониках Иоанн управлял как автономный правитель и пользовался титулом «Император всей Фессалии». 
Иоанн умер в 1408 году, сохраняя также титул соправителя императора Византии, но лишь как почётный. Женат на Ирине Гаттилузио, дочери генуэзского правителя Лесбоса, их единственный сын Андроник (иногда называемый Андроником V) умер малолетним.